# Иво Петров (лекар)
Вижте пояснителната страница за други личности с името Иво Петров.
Иво Спасов Петров е български лекар, кардиолог и ангиолог, преподавател, професор.

## Биография
Роден е на 18 март 1965 г. в с. Малорад, област Враца. Завършва медицина през 1992 г. в МУ – София. Има 4 специалности – „Вътрешни болести“, „Кардиология“, „Инвазивна кардиология“ и „Ангиология“. Има завършена магистърска степен по здравен мениджмънт в МУ – София. Преминал е обучения по стрес-ехокардиография в Германия и по инвазивна кардиология и радиология в Аржентина.

## Кариера
Между 1992 и 2006 г. работи в УМБАЛ „Света Екатерина“, където преминава през позициите доброволен сътрудник, асистент, старши и главен асистент в Клиниката по кардиология. През периода 1999 – 2000 г. е стипендиант по инвазивна кардиология и радиология в Буенос Айрес. През ноември 2006 г. е поканен да оглави Кардиологична клиника на МБАЛ „Токуда“. Той е един от основателите на Сити Клиник през 2012 г., където оглавява не само екипа по кардиология и ангиология, но е и медицински директор. За известен период е председател на Дружеството на кардиолозите в България и съпредседател на Българското дружество по ендоваскуларна терапия. Многократно е избиран за национален консултант по кардиология и инвазивна кардиология.

## Научно развитие
През 2009 г. защитава дисертационен труд за придобиване на образователна и научна степен „доктор“ по научната специалност „Кардиология“ на тема „Ендоваскуларно лечение на екстракраниални мозъчни съдове“.
През 2010 г. след конкурс е избран за старши научен сътрудник II степен. През 2018 г. след конкурс е избран за професор в СУ „Св. Климент Охридски“, а през 2019 г. за професор в Аджибадем Сити Клиник.
Автор и съавтор на научни публикации в областта на кардиологията с множество цитирания и h-индекс 22.
През 2024 година е избран за член-кореспондент на Българската академия на науките.

## Принос в развитието на медицинската наука
Той е първият в България инвазивен кардиолог, който имплантира ендопротеза при аортна аневризма и дисекация (включително за първи път в света при дете). Първи извършва каротидно стентиране и тромбекстракция на съдове на мозъка за лечение на мозъчен инсулт. Един от първите в света при имплантиране на бифуркационни стентове при сложна патология на артериите на сърцето. През 2018 г. извършва първата в България операция по имплантиране на MitraClip на пациент с митрална инсуфициенция. Първи в България е въвел извършване на ренална денервация при резистентна хипертония, както и ендоваскуларно лечение при хронична цереброспинална венозна недостатъчност, Мей-Търнър синдром, стенотична и аневризмална патология на коремната аорта.

## Други постижения
- Избран е за „Мъж на годината“ в класацията на Дарик радио за 2018 г.